# Ruben II. Kilikijski
Ruben II. (armensko Ռուբեն Բ, latinizirano: Ruben II), tudi Roupen II. ali Rupen II., je bil od okoli leta 1169 do 1170 sedmi gospod Armenske Kilikije, * okoli 1165, † 1170.

## Življenje
Ruben je bil sin Torosa II., gospoda Armenske Kilikije, in njegove druge žene in pranečakinje, katere ime ni znano. Rubenovo nasledstvo je spodbijal očetov brat Mleh, ki je po sporu s Torosom II. in poskusu njegovega umora  pobegnil k alepskemu emirju Nur ad-Dinu in postal musliman.
"Toros je mladoletnega sina skupaj z deželo prepustil v varstvo svojemu tastu, baronu Tomažu, z odredbo, da sinu izroči deželo takoj, ko bo polnoleten. Mleh (…) je bil pri sultanu Alepa in ko je slišal za bratovo smrt, je z vojsko prišel v deželo in zelo kruto ravnal z njenimi prebivalci. Ker ni mogel osvojiti posesti svojega brata, se je vrnil v Alep in se vrnil s še večjimi silami. Ko je prejel sporočilo armenskih baronov, da ga bodo svobodno priznali za svojega vladarja, je poslal Turke nazaj in nekaj časa vladal v miru. Toda kmalu je Tomaža pregnal v izgnanstvo, ki je nato odšel v Antiohijo. Torosovega otroka so po Mlehovem ukazu ubili hudobni ljudje."
— Smbat Sparapet: Kronika

## Vira
- Ghazarian, Jacob G: The Armenian Kingdom in Cilicia during the Crusades: The Integration of Cilician Armenians with the Latins (1080–1393); RoutledgeCurzon (Taylor & Francis Group), 2000, Abingdon; ISBN 0-7007-1418-9
- Runciman, Steven (1952). A History of the Crusades, Volume II: The Kingdom of Jerusalem and the Frankish East. Cambridge: Cambridge University Press.

| Ruben II. Kilikijski RubenidiRojen: 1165 Umrl: 1170 |                                    |                 |
| Vladarski nazivi                                    |                                    |                 |
| Predhodnik: Toros II.                               | Gospod Armenske Kilikije 1169–1170 | Naslednik: Mleh |